# Шор (партія)
Партія «Шор» (рум. Partidul „ȘOR”) — заборонена проросійська політична партія у Молдові. До 3 жовтня 2016 року партія носила назву Громадсько-політичний рух «Рівноправність» (рум. Mișcarea social-politică „Ravnopravie”). Голова партії — Ілан Шор, проросійський політик і олігарх.
У 2022 році, після російського вторгнення в Україну, партія «Шор» почала активно взаємодіяти з російською владою, депутати відвідали Москву та налагодили міжпартійні контакти. Після цього партія організовувала протестну діяльність проти уряду чинної президентки Молдови Маї Санду.
26 жовтня 2022 року, політична партія була внесена до санкційних списків США як партія пов'язана з Іланом Шором, який потрапив під санкції США через його зв'язки з російським урядом та організацію заворушень з метою підірвати демократичний розвиток Молдови.

## Історія
Партія була заснована у 1998 році молдовським політиком Валерієм Клименком як громадсько-політичний рух «Равноправність». На парламентських виборах 2005 року партія отримала 3,8 % голосів виборців, але не отримала жодного місця в парламенті. Партія мала намір брати участь у парламентських виборах 2014 року, але згодом відкликала свій список.

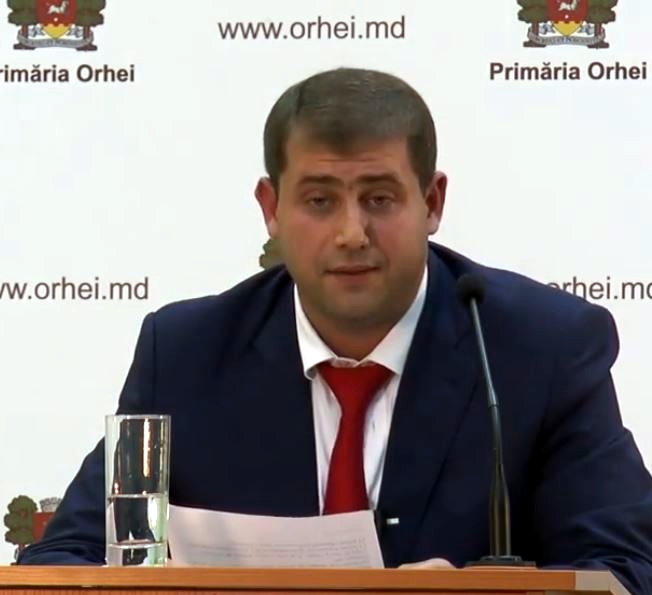
Голова партії — Ілан Шор, проросійський політик і олігарх

У 2015 році партія вирішила висунути Ілана Шора на посаду мера міста Оргіїв. Шор, який на той момент перебував під домашнім арештом, отримав більшість голосів у першому турі виборів і згодом став провідною фігурою в партії. У жовтні 2016 року Ілан Шор був обраний президентом партії, яка була перейменована на Партію «Шор». 1 грудня 2018 року партія приєдналася до Альянсу консерваторів і реформістів Європи.
На парламентських виборах 2019 року партія отримала 8,32 % голосів і обрала сім депутатів, потрапивши вперше в своїй історії до парламенту. 9 травня 2019 року партія організувала парад до Дня Перемоги в Кишиневі.
Партія «Шор» є головним організатором проросійських протестів у Молдові у 2022—2023 роках.
8 листопада 2022 року, уряд Молдови звернувся до Конституційного суду з проханням розпочати процедуру оголошення партії поза законом у Молдові через те, що вона просуває інтереси іноземної держави та завдає шкоди незалежності та суверенітету країни.
13 квітня 2023 року керівника партії Ілана Шора було засуджено на 15 років за відмивання грошей. Також суд заборонив Шору обіймати посади в банківській системі впродовж п'яти років та здійснив конфіскацію його активів на користь держави.
1 травня 2023 року, заступницю голови проросійської партії «Шор» Марину Таубер було затримано в аеропорту Кишинева при спробі вилетіти до Тель-Авіву через Стамбул, — про це повідомила молдовська служба Радіо Свобода з посиланням на Антикорупційну прокуратуру Молдови.
19 червня 2023 року, згідно повідомлення Радіо Свобода, Конституційний суд Молдови визнав проросійську партію «Шор» «неконституційною» та розпустив її.